# EA Gothenburg
EA Gothenburg (tidigare Ghost Games mellan 2012 och 2020) är en datorspelsutvecklare som finns i Göteborg, Sverige. Utvecklingsstudion öppnades år 2011. De har bland annat utvecklat racingspelserien Need for Speed.
Företagsnamnet ändrades tillbaka till EA Gothenburg efter styrelsens godkännande och utvecklingen av Need for Speed-spelserien kommer att överföras till Criterion Games.

## Spel
| År   | Titel                   | Plattform                                                                             | Kommentar                     |
| ---- | ----------------------- | ------------------------------------------------------------------------------------- | ----------------------------- |
| 2013 | Need for Speed: Rivals  | Microsoft Windows, PlayStation 3, PlayStation 4, Xbox 360, Xbox One                   | Assisterad av Criterion Games |
| 2015 | Need for Speed          | Microsoft Windows, PlayStation 4, Xbox One                                            |                               |
| 2017 | Need for Speed: Payback | Microsoft Windows, PlayStation 4, Xbox One                                            |                               |
| 2019 | Need for Speed Heat     | Microsoft Windows, PlayStation 4, Xbox One                                            |                               |
| 2021 | Battlefield 2042        | Microsoft Windows, Playstation 4, Playstation 5, Xbox One, Xbox Series X och Series S | Assisterande utvecklare       |